# ウェンブリー・スタジアム
ウェンブリー・スタジアム（英語: Wembley Stadium）は、イギリス・ロンドンのブレント区ウェンブリーにあるサッカー専用のスタジアム。
2014年に携帯電話事業者のEE Limitedと6年のスポンサー契約をし、「ウェンブリー・スタジアム connected by EE」となっている。

## 概要
サッカーとラグビーの2つのフットボールはイングランドを発祥とするが、トゥイッケナム・スタジアムが「ラグビーの聖地」と称されるに対して、「サッカーの聖地」と称されるのがこのウェンブリー・スタジアムである。
かつて旧ウェンブリーを解体してその地に建設されたもので、旧ウェンブリーのシンボルでもあったツインタワーは無くなり、スタジアム上部のアーチがシンボルとなっている。また、旧ウェンブリーにあった陸上競技やドッグレース用のトラックは撤去され、当該箇所にも個別座席が設置された。2003年に着工し、2006年前期の完成を予定していたが、工事が遅れるなどで2007年3月10日にようやく改修工事が完了、5月19日にFAカップ決勝戦で開場となった。
所有権はフットボール・アソシエーション(FA)の子会社であるウェンブリー・ナショナル・スタジアム・リミテッドにあり、主にサッカーイングランド代表の公式戦、あるいはFA主催のクラブチームの公式戦であるFAカップなどが行われる。また、音楽のコンサートやサッカー以外のスポーツ大会の会場としても使用される。
アーセナルFCやトッテナム・ホットスパーFC等、ロンドンにホームを置くクラブチームの新スタジアム建設による代替スタジアムとしても使用される。
敷地面積は約 103,000平方メートル（外周1キロメートル）、建築物設置面積は約 65,000平方メートル、屋根の大きさは約 52,000平方メートル（可動式）。
90,000のキャパシティは、スペインカタルーニャ州・バルセロナのカンプ・ノウについでヨーロッパ第2位の大きさであり、屋根のついたスタジアムとしては世界最大である。また、建設費もスタジアム史上最高額の7億9,800万ポンドとも言われ、完成後は旧ウェンブリーと区別するために、「ニュー・ウェンブリー・スタジアム」とも呼ばれた。
2011年にはUEFAチャンピオンズリーグ 2010-11の決勝戦が行われたほか、2012年のロンドン五輪ではサッカーの決勝戦が開催された。2013年5月25日にはUEFAチャンピオンズリーグ 2012-13の決勝戦が開催された。
2021年には、UEFA EURO 2020のファイナルフォーの会場として決定された。2022年にはUEFA女子ユーロ決勝、2024年にはUEFAチャンピオンズリーグ 2023-24決勝の会場としてそれぞれ使用された。

## サッカー以外のイベントの利用
サッカー以外ではアメリカンフットボール（NFL）が2007年から毎年NFLインターナショナル・シリーズを開催していた。また、ラグビーリーグRFLチャレンジカップ決勝、ユニオンではラグビーワールドカップ2015の2試合の試合会場として使用され、アイルランド代表vsルーマニア代表戦で89,267人の入場者数を記録した。2025年には当地で南アフリカvs日本代表のテストマッチ開催予定
コンサートとしては、2007年にダイアナ元皇太子妃を追悼する為の没後10周年コンサートのコンサート・フォー・ダイアナ、Live Earthをはじめ、クイーン、ジョージ・マイケル、ミューズ、マドンナ、オアシス、フー・ファイターズ、U2、コールドプレイ、ペット・ショップ・ボーイズ、テイク・ザット、ロビー・ウィリアムズ、ワン・ダイレクション、BTS、ブラーなどの単独ライブ、毎年キャピタルFM主催の夏フェス『Summertime Ball』が行われている。「テラプラス」という資材を用いて芝生を保護することも多い。
また、2014年5月31日にIBF・WBA世界スーパーミドル級タイトルマッチ『カール・フローチVSジョージ・グローブス』第2戦が行われ、8万人を動員した。その後はアンソニー・ジョシュアの世界ヘビー級選手権が何度も開催されている。プロレスではAEWがPPVイベント『All In』を2023・24年に開催

## 開催された主な大会
- ラグビーワールドカップ2015

| 日付          | チーム#1         | 結果  | チーム#2     | ラウンド |
| ------------- | ---------------- | ----- | ------------ | -------- |
| 2015年9月20日 | ニュージーランド | 26-16 | アルゼンチン | プールC  |
| 2015年9月27日 | アイルランド     | 44-10 | ルーマニア   | プールD  |

- UEFA EURO 2020

| 日付          | チーム#1     | 結果         | チーム#2       | ラウンド   |
| ------------- | ------------ | ------------ | -------------- | ---------- |
| 2021年6月13日 | イングランド | 1-0          | クロアチア     | グループD  |
| 2021年6月18日 | イングランド | 0-0          | スコットランド | グループD  |
| 2021年6月22日 | チェコ       | 0-1          | イングランド   | グループD  |
| 2021年6月26日 | イタリア     | 2-1          | オーストリア   | ラウンド16 |
| 2021年6月29日 | イングランド | 2-0          | ドイツ         | ラウンド16 |
| 2021年7月6日  | イタリア     | 1-1 (4-2 p.) | スペイン       | 準決勝     |
| 2021年7月7日  | イングランド | 2-1 (延長戦) | デンマーク     | 準決勝     |
| 2021年7月11日 | イタリア     | 1-1 (3-2 p.) | イングランド   | 決勝       |

- UEFA欧州女子選手権2022

| 日付          | チーム#1     | 結果         | チーム#2 | ラウンド |
| ------------- | ------------ | ------------ | -------- | -------- |
| 2022年7月31日 | イングランド | 2-1 (延長戦) | ドイツ   | 決勝     |

- UEFAチャンピオンズリーグ 2023-24

| 日付         | チーム#1           | 結果 | チーム#2               | ラウンド |
| ------------ | ------------------ | ---- | ---------------------- | -------- |
| 2024年6月1日 | レアル・マドリード | 2-0  | ボルシア・ドルトムント | 決勝     |

## ギャラリー

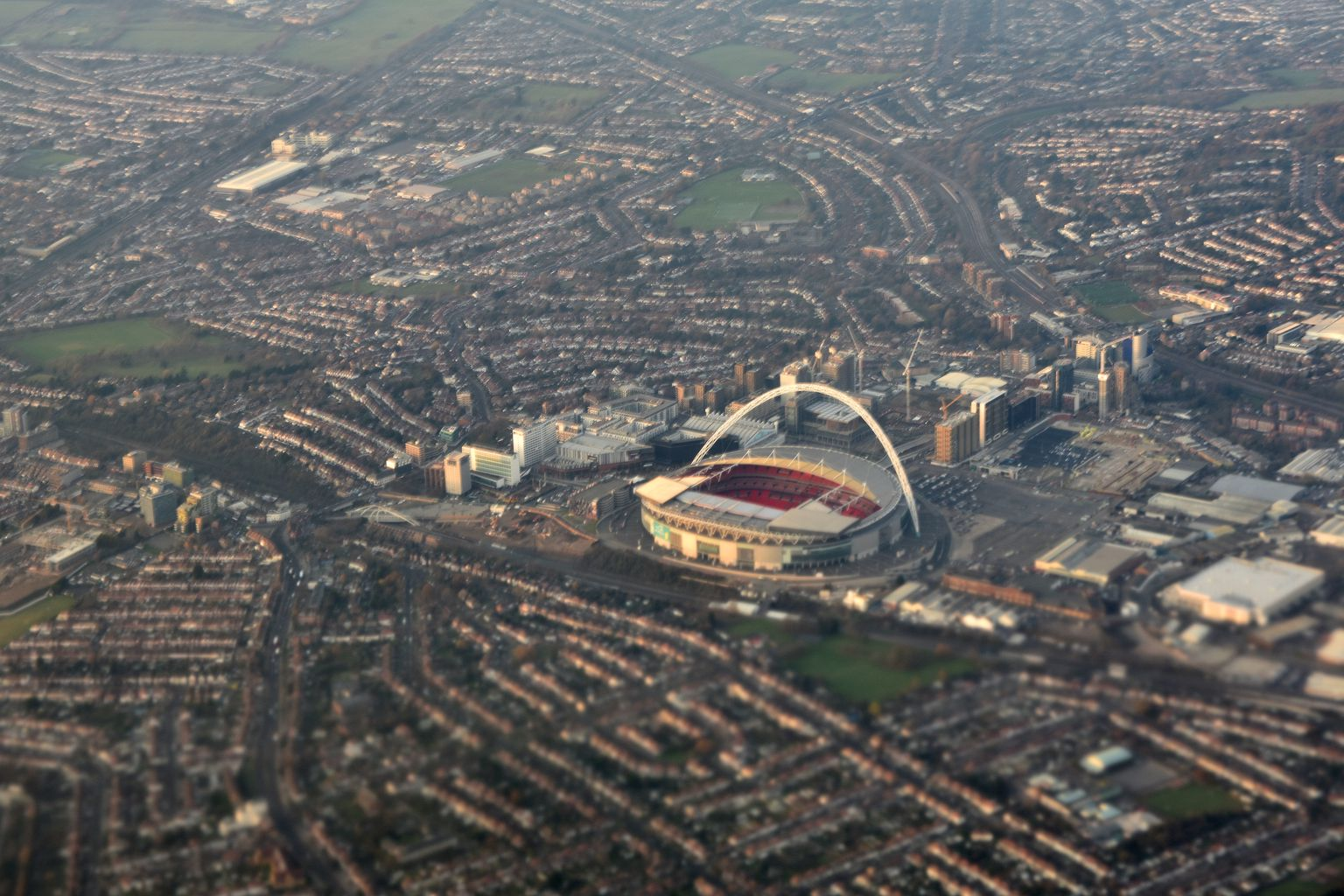
スタジアムの遠景 (2016年)
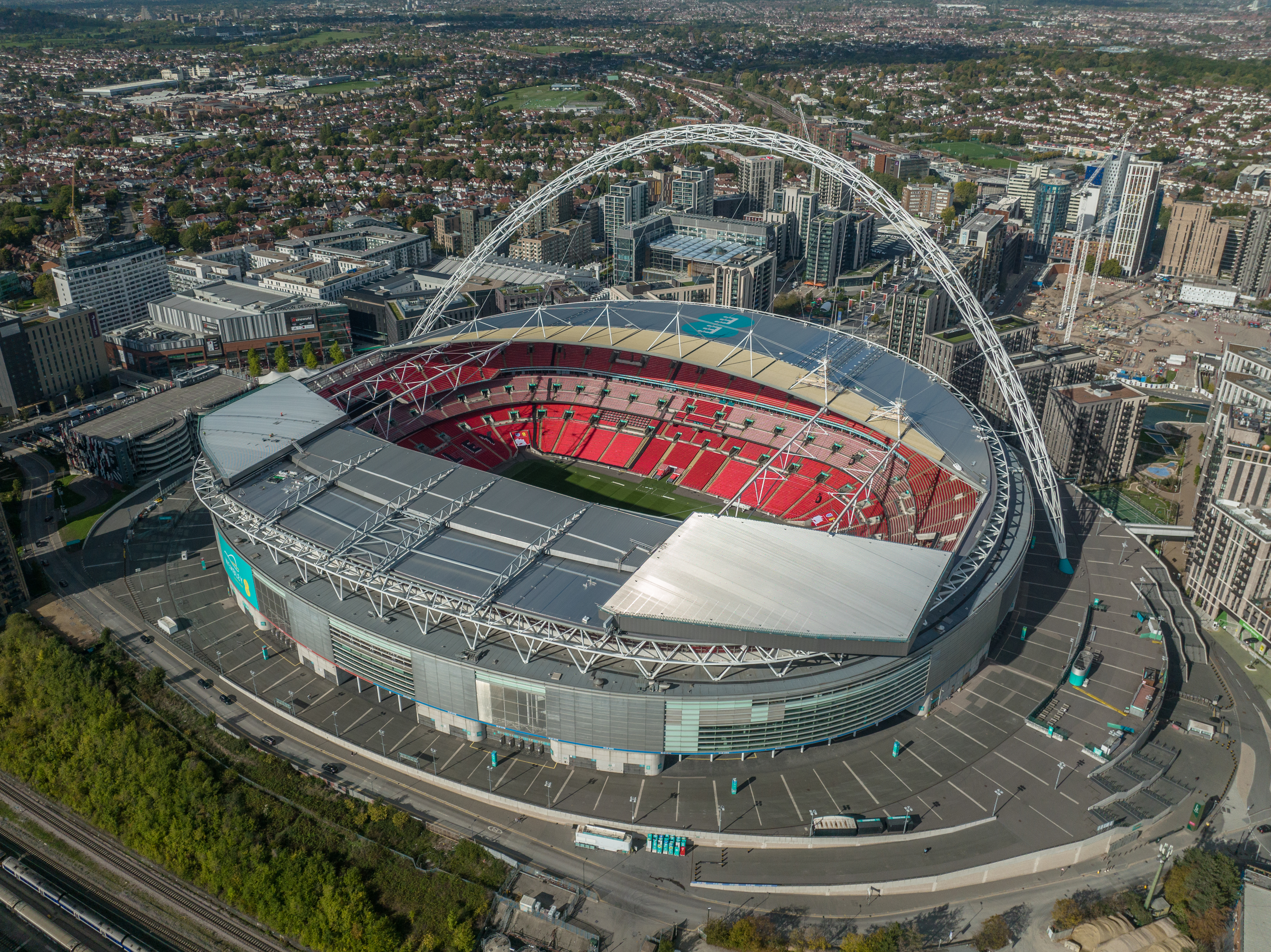
2022年に撮影された空撮
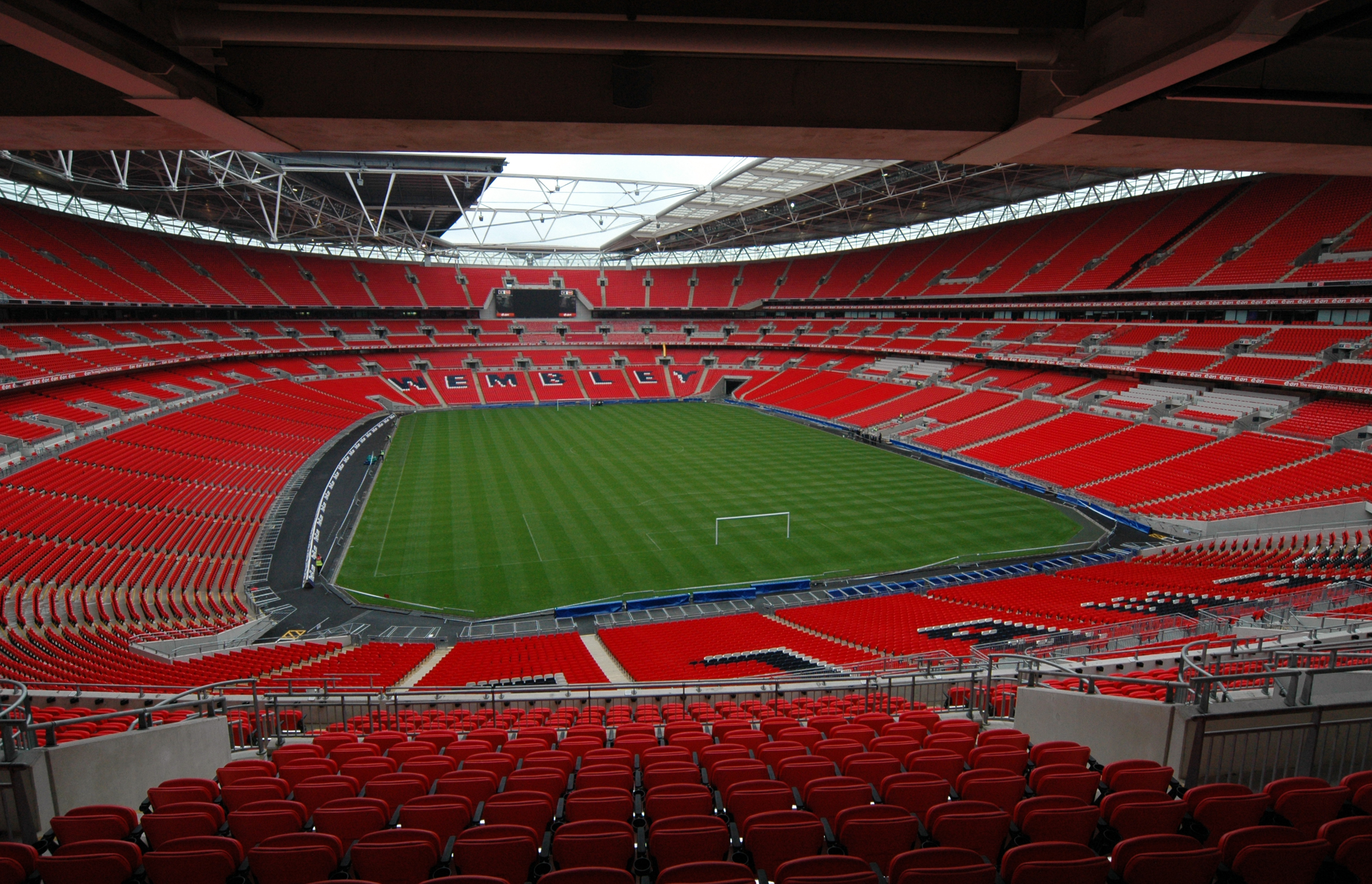
2007年の内観
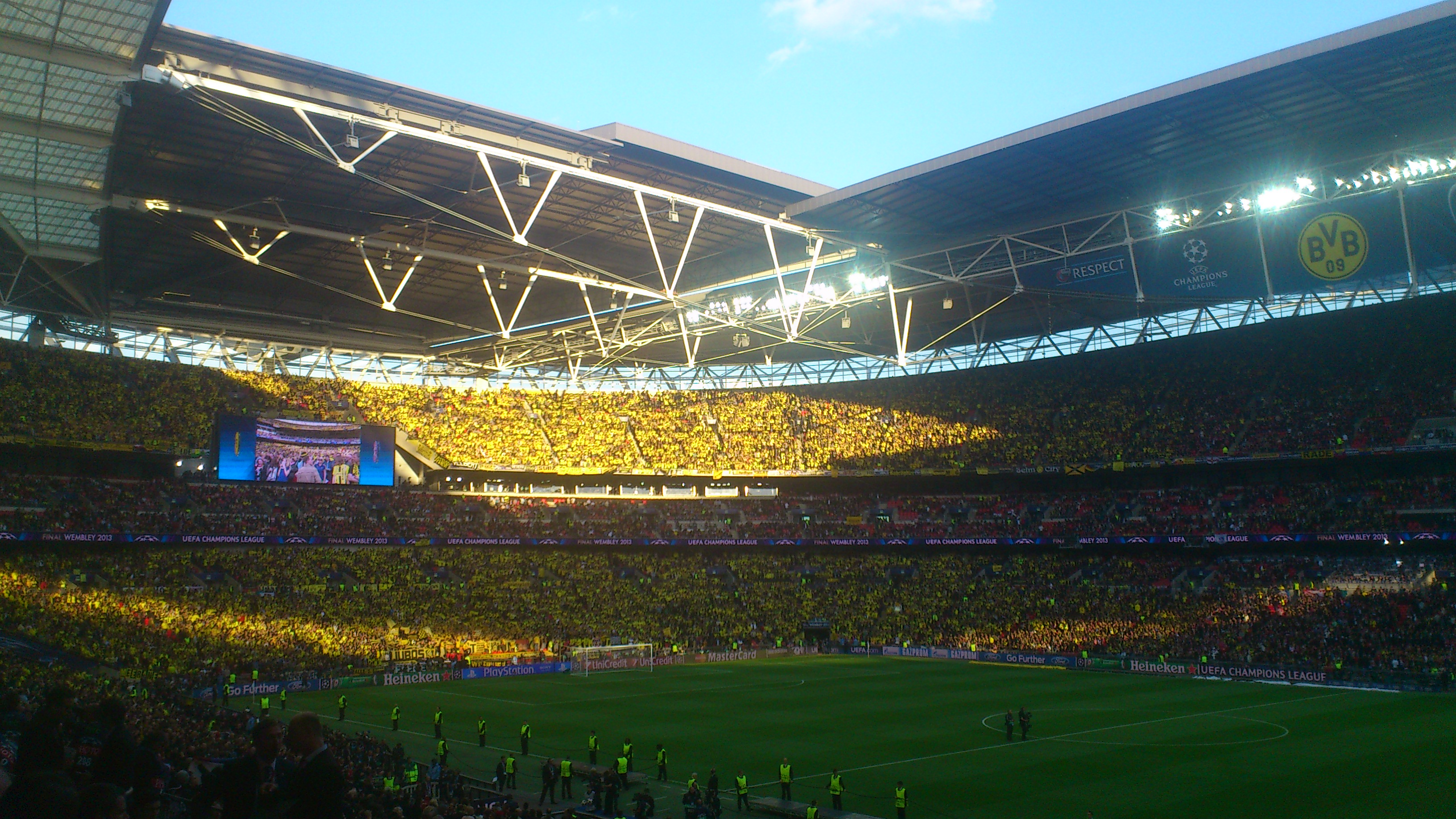
2013年の内観
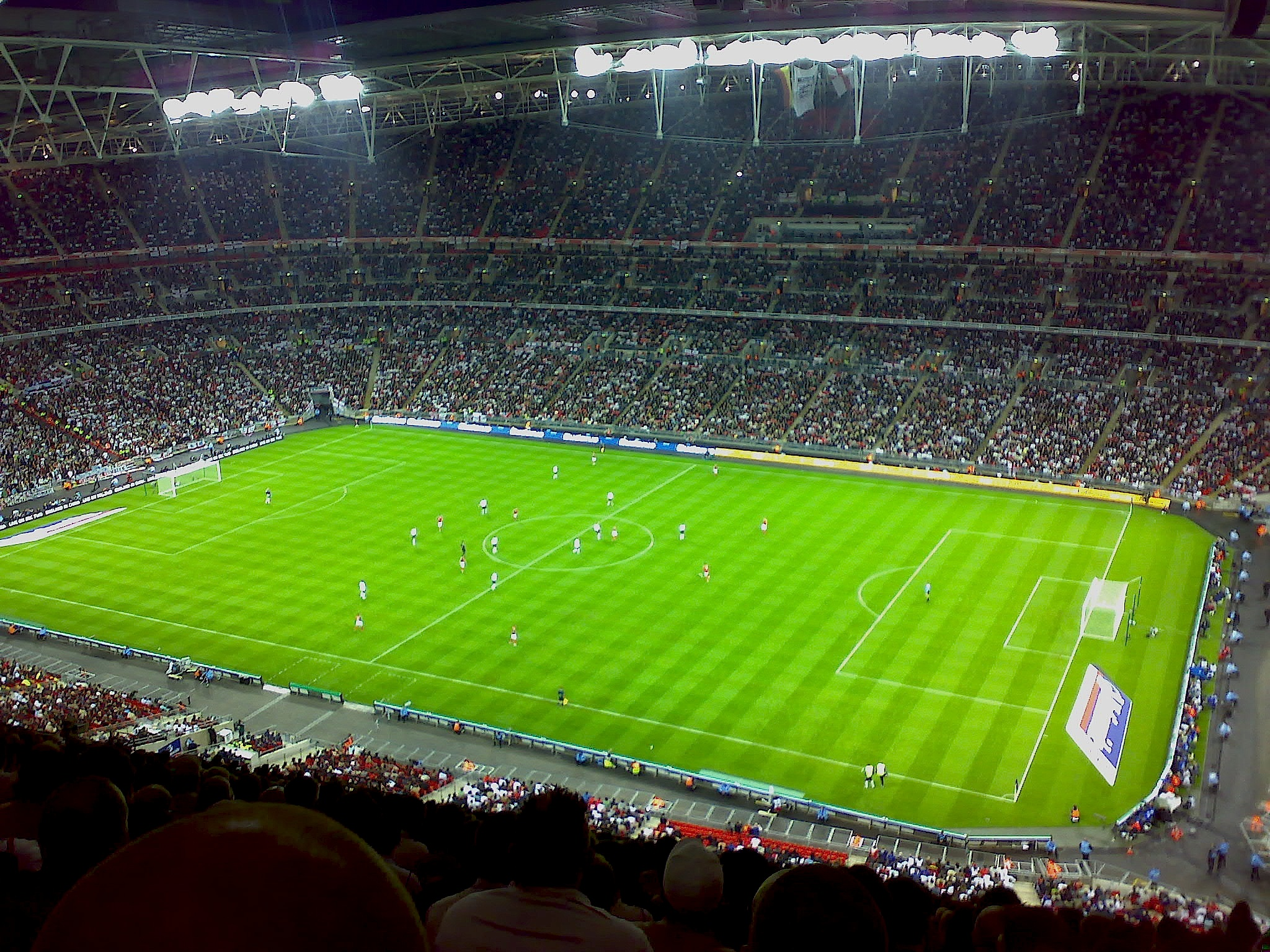
試合中の内観 (2007年)
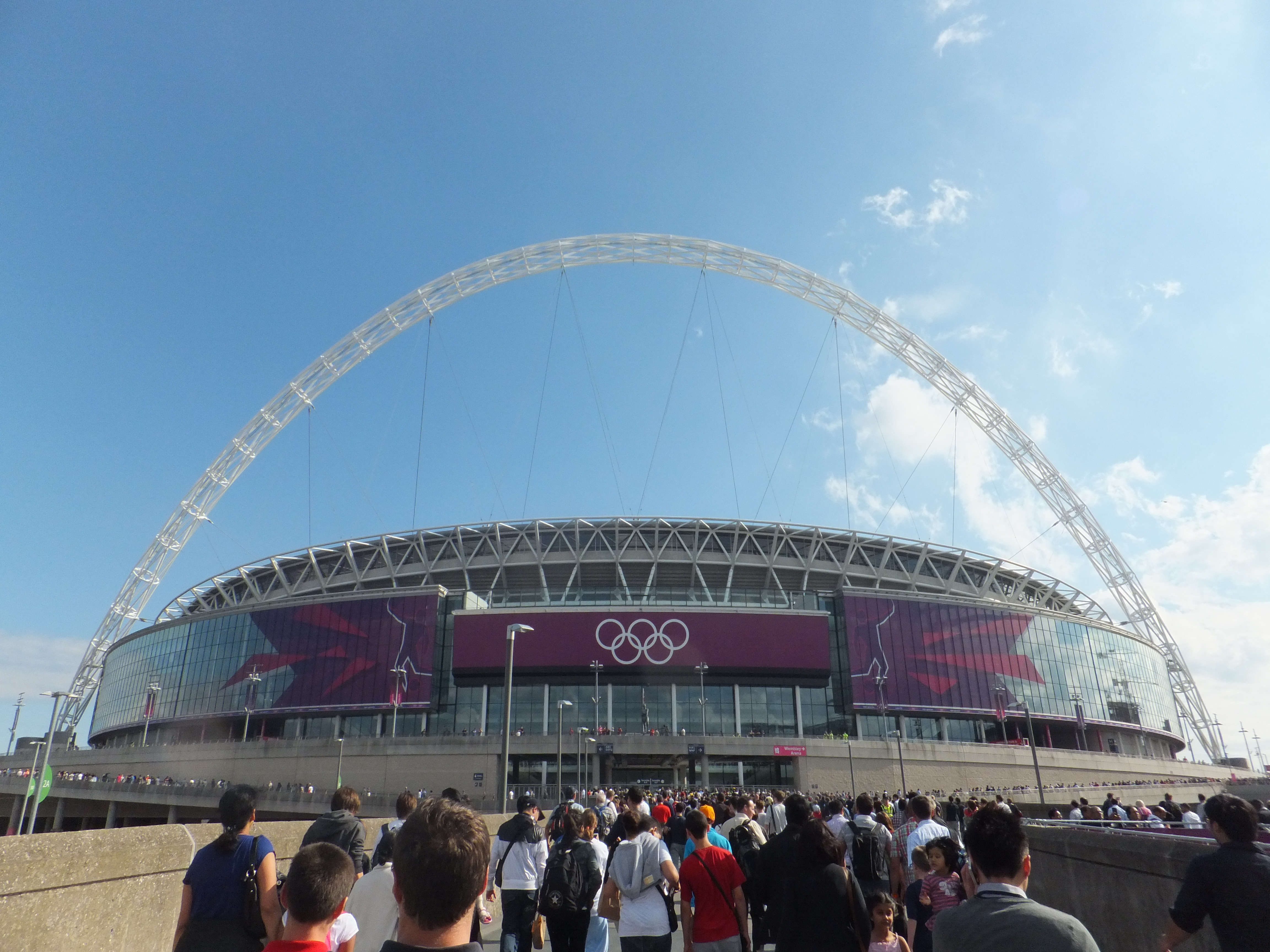
2012年の外観
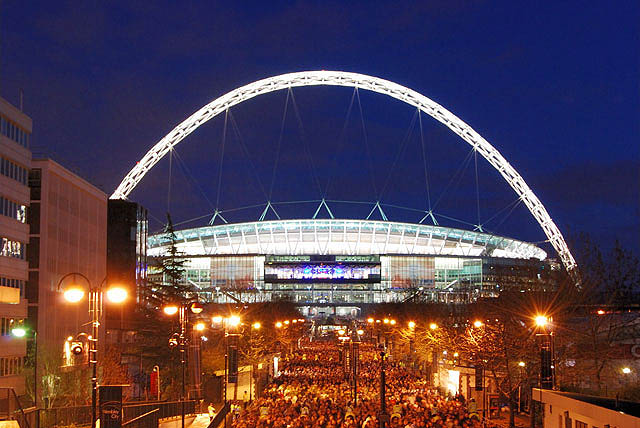
夜のスタジアム (2010年)
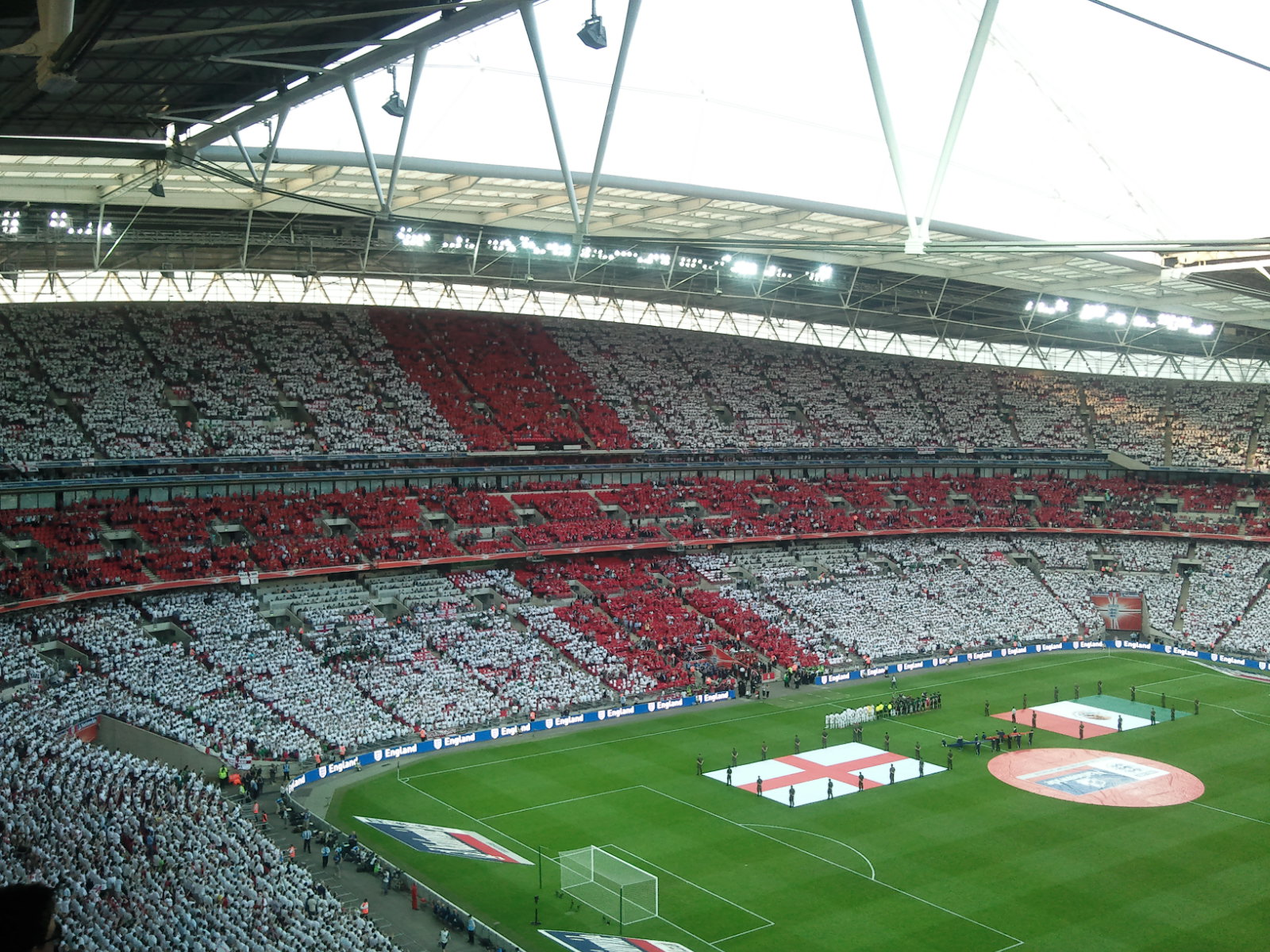
サポーターによるコレオ (2010年)